# Abovjan
Abovjan (arménsky Աբովյան, rusky Абовян) je město v Arménii. K roku 2011 v něm žilo přes třiačtyřicet tisíc obyvatel.

## Poloha
Abovjan leží přibližně deset kilometrů severovýchodně od Jerevanu, arménského hlavního města, a fakticky je jeho satelitem.

## Dějiny
Současné jméno nese obec až od roku 1961, kdy byla přejmenována k poctě arménského spisovatele Chačatura Abovjana. Předtím se obec jmenovala Elar a vykopávky zde doložily osídlení již v době bronzové. K jejímu rozvoji výrazně přispělo založení Elarské pevnosti, kterou vybudoval urartuský král Argišti I.

## Sport
V Abovjanu působila řada fotbalových klubů. V letech 1955–2006 FC Kotajk Abovjan, který byl znovu obnoven v roce 2016. V letech 1992–1993 FC Geghard Abovjan . V roce 2005 FC Abovjan. V roce 2012 King Delux FC.